# Río Matawan
El Matawan es un río que desemboca en el Océano Atlántico, formando un estuario en su desembocadura. Está situado en el sector noreste de Nueva Jersey, a un lado de Staten Island, Nueva York.
Desde 1916, el río se hizo famoso debido a los horribles ataques de tiburón ocurridos el 12 de julio de aquel año, a 25 km de su desembocadura. Uno o varios tiburones mataron a Lester Stilwell, de 12 años, y a Watson "Stanley" Fisher, de 24, quien había tratado de rescatarlo. Esa misma tarde, el joven Joseph Dunn quedó gravemente herido tras otro ataque.
Estos sucesos, además de otra serie de ataques ocurridos en la costa, se cree que fueron la inspiración para la popular novela Jaws (Tiburón), escrita por Peter Benchley, quien a su vez coescribió el guion para la exitosa película del mismo nombre, dirigida por Steven Spielberg. Benchley era oriundo de Nueva Jersey, y había hecho investigaciones sobre los ataques de 1916 antes de escribir su obra.
- Datos: Q1908095